# تپه چاه آب
تپه چاه آب مربوط به هزاره اول قبل از میلاد است و در شهرستان پل‌دختر، بخش معمولان، دهستان افزینه، ۳۰۰۰ متری جنوب شرق روستای اپده واقع شده و این اثر در تاریخ ۲۲ آبان ۱۳۸۶ با شمارهٔ ثبت ۲۰۱۲۱ به‌عنوان یکی از آثار ملی ایران به ثبت رسیده است.